# Однородное уравнение
Одноро́дным уравнением n-й степени называется уравнение вида:
{\displaystyle c_{0}\cdot f(x)^{n}+c_{1}\cdot f(x)^{n-1}\cdot g(x)+c_{2}\cdot f(x)^{n-2}\cdot g(x)^{2}+\ldots +c_{n-1}\cdot f(x)\cdot g(x)^{n-1}+c_{n}\cdot g(x)^{n}=0.}
Такое уравнение после исключения отдельно рассматриваемого случая  {\displaystyle g(x)=0}  и деления уравнения на  {\displaystyle g(x)^{n}}  сводится с помощью замены  {\displaystyle {\frac {f(x)}{g(x)}}=t}  к алгебраическому уравнению {\displaystyle n}-ой степени
{\displaystyle c_{0}t^{n}+c_{1}t^{n-1}+c_{2}t^{n-2}+\ldots +c_{n-1}t+c_{n}=0.}